# نجوع مازن شرق
قرية نجوع مازن شرق هي إحدى القرى التابعة لمركز دار السلام بمحافظة سوهاج في جمهورية مصر العربية. حسب إحصاءات سنة 2006، بلغ إجمالي السكان في نجوع مازن شرق 7418 نسمة، منهم 3635 رجل و3783 امرأة.